# Dicranomyia dampfi
Dicranomyia dampfi är en tvåvingeart som beskrevs av Alexander 1925. Dicranomyia dampfi ingår i släktet Dicranomyia och familjen småharkrankar. Inga underarter finns listade i Catalogue of Life.